# Nathanael Yáñez Silva
Nathanael Yáñez Silva (Santiago, 17 de septiembre de 1884-ibídem, 27 de agosto de 1965) fue un novelista, dramaturgo, cuentista y periodista chileno.

## Biografía
Hijo de Nathanael Yáñez Molina y de Rosa Silva Elizondo.
Su inclinación por las artes, el teatro y la literatura se inició tempranamente. A los cinco años de edad presenció su primera obra dramática, Moro viejo no puede ser buen cristiano, que lo cautivó. Publicó su primer cuento, El traje de bodas, a los diecisiete años, en el diario La Ilustración. Al año siguiente, en 1903, fue contratado como columnista en el diario El Imparcial, donde escribió por un tiempo utilizando el seudónimo de Yanic.
Desde el momento de su aparición en el medio público y literario, se vio envuelto en una serie de acontecimientos anecdóticos y rumores que hicieron de su persona un mítico personaje. En cualquier evento social su presencia no pasaba desapercibida, ganándose por ello un sinnúmero de apodos, "Don Natha"; "Galán de camarines"; "Don Juan de la calle Ahumada", entre muchos otros. Tuvo sus enemigos intelectuales, pero también se relacionó con importantes novelistas y dramaturgos extranjeros, como Ramón del Valle Inclán, María Guerrero, Vicente Blasco Ibáñez y otros escritores españoles.
Comenzó a publicar cuentos y artículos sistemáticamente desde 1905, fecha en que fue acogido por la revista Zig-Zag como columnista encargado de la sección "Interiores". En esta revista se dio a conocer como crítico de arte y también presentó muchos de sus cuentos.
En 1906, El Diario Ilustrado, reconociendo su labor, lo designó crítico de artes plásticas en reemplazo de Pedro Lira. Además, le otorgó la sección "Charlas de teatro", donde escribió con el seudónimo de Luciano Mir. Como bien conocía este escenario, Nathanael Yáñez realizó una minuciosa observación de la dramaturgia de esa época, la que fue muy prolifera e interesante, debido a la presencia de grandes actores españoles en Chile. Desde este sitio, prácticamente, escribió la historia del teatro nacional de principio de siglo. También, lo hizo desde el diario Las Últimas Noticias, donde tuvo a su mando la serie "La Charla de los sábados", combinación de temas teatrales y culturales en general. Asimismo, tuvo a su cargo la crítica teatral en El Mercurio y La Nación, donde escribió hasta sus últimos días.
Nathanael Yáñez no se limitó a ser un mero observador, sino que él mismo se posicionó como un dramaturgo. En 1909, estrenó su primera obra, Los viejos violines, la que fue seguida por muchas otras: Con permiso de don Juan Luis, El Huracán y Humo dorado, entre otras. Por otra parte, fue el fundador de la Sociedad de Autores Teatrales de Chile, entidad creada con el fin de proteger la propiedad intelectual de los escritores.
En reconocimiento a su dedicada trayectoria, en 1955 recibió el Premio Nacional de Teatro. Un año después de su muerte, acaecida en 1965, sus observaciones sobre la dramaturgia fueron recogidas en Memorias de un hombre de teatro, publicación póstuma de la editorial Zig-Zag.